# Acinteyya
Acinteyya (Pali) es un término budista que se traduce comúnmente como imponderable o incomprensible . Denotan cuatro cuestiones en las que no se debe pensar, ya que esto distrae de la práctica y obstaculiza el logro de la liberación. 
Acintya significa "incomprensible, sobrepasa el entendimiento, impensable, más allá del pensamiento".
En la filosofía india, acinteyya es 

Lo que debe ser indudablemente aceptado para explicar hechos, pero que no puede ser puesto a prueba de la lógica.

 También se define como 

Aquello que no puede o no debería ser pensado, lo impensable, lo incomprensible, lo impenetrable, lo que trasciende los limites del pensamiento y sobre lo que uno no debería reflexionar.

 El término se usa para describir la realidad última que está más allá de toda conceptualización. Pensamientos de este tipo no deberían hacerse, porque no conducen a alcanzar la liberación. términos sinónimo son avyākrta  "preguntas indeterminadas", y atakkāvacara, "más allá de la esfera de la razón".

## Los cuatro inestimables
Los cuatro inestimables se identifican en el Acintita Sutta, Anguttara Nikaya 4.77, de esta manera:
1. La Budeidad de los Budas [es decir, el nivel de poderes que un Buda desarrolla como resultado de convertirse en un Buda];
2. El rango de jhana de uno absorbido en jhana [es decir, el nivel de poderes que uno puede obtener mientras está absorbido en jhana];
3. El funcionamiento preciso de los resultados del kamma ( Karma en sánscrito);
4. La especulación sobre [el origen, etc.,] del cosmos es un imponderable sobre el que no se debe especular (SN 56.41 desarrolla esta especulación como los diez indeterminados).

## Diez preguntas indeterminadas
Nirvana es atakkāvacara, "más allá del razonamiento lógico". Es difícil de comprender con lógica o razón, ya que no es una "cosa" concreta. No se puede explicar con lógica o razón a alguien que no lo ha logrado por sí mismo. Esto se ilustra en el Aggi-Vacchagotta Sutta, "Discurso a Vatsagotra sobre el [Símil del] Fuego", Majjhima Nikaya 72,  el Buda es interrogado por Vatsagotra sobre las "preguntas  indeterminadas: "  avyākrta 
- ¿Es el universo eterno, no eterno, finito, infinito?
- ¿Son el alma y el cuerpo (jīvam y sarīram) similares o diferentes?
- Después de la muerte, el Buda, ¿Existe? ¿No existe? ¿Existe y no existe a la vez? ¿O ni existe ni no existe a la vez?

El Buda se niega a responder las preguntas, evitando enredarse en el debate.

## Obstáculo a la liberación
Reflexionar sobre los cuatro acinteyya es un obstáculo para el logro de la liberación. Sacca-samyutta, "Las cuatro nobles verdades", Samyutta Nikaya 56: 

Por lo tanto monjes no mantengan [ninguno de estos puntos de vista] O monjes, mantenerlos carece de sentido, no tiene nada que ver con una pura y genuina conducta (s. ādibrahmacariyaka-sīla), no te lleva a la disgusto, el desapego, la extinción, ni a la paz, ni a comprender totalmente, ni a la iluminación ni al Nibbāna (Nirvana), etc.

 Y el Sutta Aggi-Vacchagotta, "Discurso a Vatsagotra sobre [la parabola del] fuego", Majjhima Nikaya 72: 

Vaccha, [cualquiera de estos puntos de vista] son una maraña, una salvajada, es retorcido , encadena. Esta acompañado de sufrimiento, de angustia, 
desesperación y fiebre, y no conduce al desencanto, el desapego, el cese; a la calma, el conocimiento directo, el completo despertar, desligarse.

 El Buda advierte además que 

Quien especule sobre estas cosas se volvería loco y experimentara irritación.